# Labergement-Foigney
Labergement-Foigney är en kommun i departementet Côte-d'Or i regionen Bourgogne-Franche-Comté i östra Frankrike. Kommunen ligger i kantonen Genlis som tillhör arrondissementet Dijon. År 2022 hade Labergement-Foigney 379 invånare.

## Befolkningsutveckling
Antalet invånare i kommunen Labergement-Foigney
Referens:INSEE